# Ruby Cycle Co Ltd
La Ruby Cycle Co Ltd. fou una empresa fabricant de motocicletes anglesa amb seu a Ancoats prop de Manchester. Fundada el 1909, la fàbrica va produir una gamma de motocicletes sota la marca Royal Ruby fins al 1932.

## Història

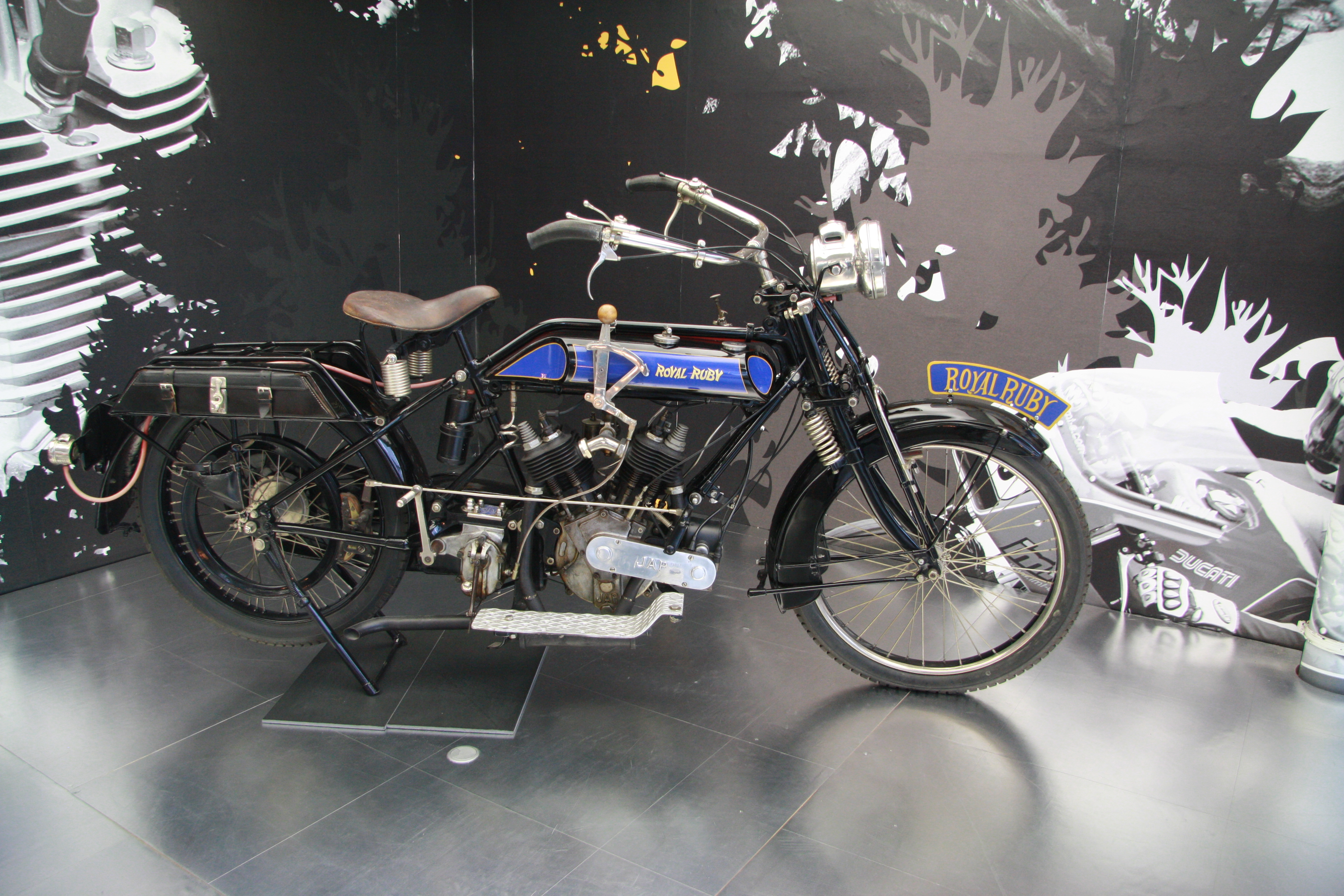
Una Royal Ruby 8 bicilíndrica en exposició a Àustria

Ruby Cycle Co. era originàriament un fabricant de bicicletes amb seu al Cannel Street d'Ancoats –on hi havia les nombroses cotoneres de Manchester– i, com molts fabricants de bicicletes de l'època, es va començar a dedicar a la producció de motocicletes a partir de 1909. Les motocicletes Royal Ruby eren cares, ja que l'empresa fabricava ella mateixa tots els components de la part cicle a Manchester, però els motors els comprava a JAP i a Villiers.
La gamma de motocicletes Ruby incloïa models de 250 cc de 2 i 4 temps, a més d'un poc comú «model de senyora» amb un xassís especialment abaixat. La part superior de la gamma era un model de 976 cc V-twin (bicilíndric en V) de vàlvula lateral. Durant la Primera Guerra Mundial, la fàbrica es va dedicar a la producció de municions i components per a donar suport a l'esforç bèl·lic, però el 1916 va rebre una gran comanda d'exportació del model bicilíndric en V per a l'Exèrcit Imperial Rus. Se'n van produir les unitats demanades, però el lliurament de la comanda es va veure interromput per l'esclat de la Revolució Russa el 1919. Tot i que algunes motocicletes es van lliurar a Rússia, fou molt difícil obtenir-ne el pagament. Un cop finalitzada la guerra, el mercat britànic de motocicletes estava saturat de models exmilitars, de manera que Ruby va tenir dificultats per a vendre els excedents al mercat nacional i l'empresa va acabar fent fallida.
La companyia Ruby va ser adquirida per un nou consell d'administració i es va construir una nova fàbrica al carrer Moss Lane a Altrincham, on el 1921 es va reiniciar la producció de motocicletes juntament amb la seva pròpia marca de motors Ruby, però les vendes van ser lentes i la companyia va fer fallida el 1922. El 1927, Ruby fou venuda a Albert Horrocks, de Bolton. Horrocks va desenvolupar una nova motocicleta el 1928 amb dipòsit de selló incorporat i motors Villiers i JAP, amb caixes de canvis Albion i Sturmey-Archer. La producció de motocicletes Royal Ruby va acabar pels volts de 1931, però es van seguir muntant probablement unitats puntuals a partir de peces de recanvi fins al 1933.

### Autocicles

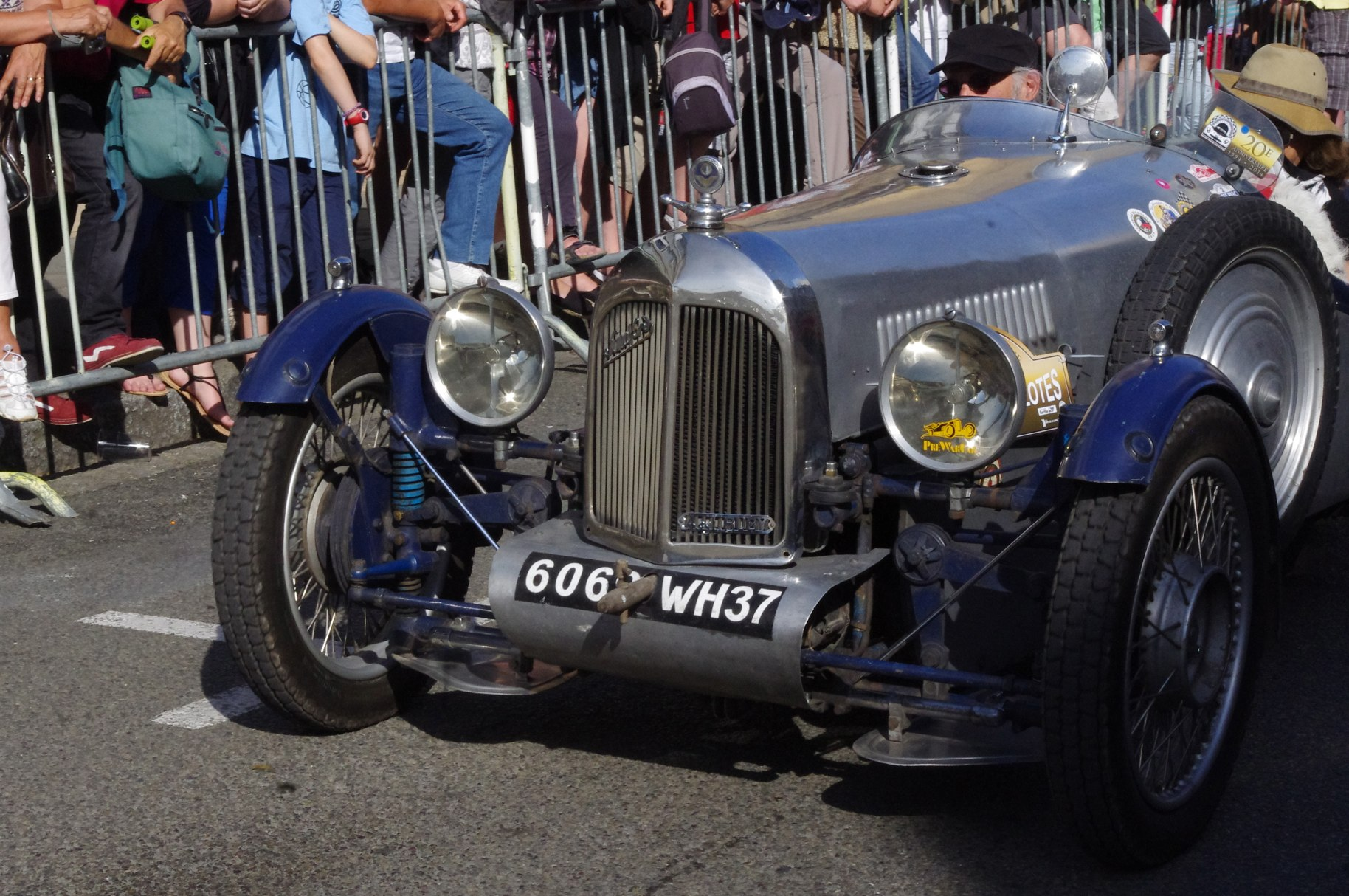
Automòbil de 3 rodes Royal Ruby

A més de motocicletes, la companyia va fabricar també autocicles en dues etapes diferents. Abans de la Primera Guerra Mundial, la producció d'aquesta mena de vehicles va tenir un gran auge i entre el 1913 i el 1914 se'n va produir un amb el nom de Royal Ruby, equipat amb motor JAP V-twin de 10 CV, caixa de canvis de dues velocitats i transmissió per eix o corretja a les rodes posteriors. Hom pensa que només se'n fabricaren unes poques unitats.
El 1927 es va anunciar un altre cotxe Royal Ruby, aquesta vegada un de tres rodes amb motor JAP monocilíndric, però de nou se'n van fabricar molt pocs. En va aparèixer una versió modificada el 1928, anomenada MEB, feta pels carrossers de vehicles comercials Bromilow i Edwards a Bolton.